# Björn Bugri
Björn Bugri (* 1968) ist ein deutscher Schauspieler.

## Leben
Björn Bugri studierte von 1992 bis 1996 Orchestermusik (Fach: Posaune) an der Universität der Künste Berlin. Während dieser Zeit hatte er verschiedene Engagements in diversen deutschen Sinfonie- und Opernorchestern, u. a. an der Deutschen Oper Berlin, dem Theater des Westens, dem Schillertheater und dem Palastorchester mit seinem Sänger Max Raabe.
2000 absolvierte Bugri eine private Schauspielausbildung bei Michael Gräwe und im Anschluss bei MK Lewis.
Seit 2003 war und ist Bugri regelmäßig in deutschen Fernsehserien zu sehen, u. a. bei Anna und die Liebe, Da kommt Kalle, Der Kriminalist, Ein starkes Team, SOKO Köln, SOKO Leipzig, Unter uns, Der Staatsanwalt und Verbotene Liebe.
2006 gründete Bugri das Unternehmen boogreel productions. Im selben Jahr spielte Bugri im Kurzfilm Gerücht der Einsamkeit mit. 2009 und 2010 war er das Werbegesicht zweier Kampagnen.
Bugri stand für zwölf Kinofilme vor der Kamera, darunter Urban Shortstories (2006), Amor o Muerte (2008) und Prora Beach (2009). 2013 war er in Lost Place zu sehen.
2018 verkörperte Bugri an der Seite von Madeleine Niesche die männliche Hauptrolle als Sattlermeister Tilmann Oberberg in der 15. Staffel Rote Rosen.
Björn Bugri lebt zurzeit in Berlin.

## Filmografie
Fernsehen
- 2002: Streit um drei
- 2003: Unter uns (Gastrolle für 20 Folgen)
- 2003: Die Kette
- 2003: Anwälte der Toten
- 2003: Hinter Gittern – Der Frauenknast
- 2004: Verbotene Liebe
- 2004: Spur & Partner
- 2004/2006: SOKO Köln
- 2006: Verrückt nach Emma
- 2006: Gerücht der Einsamkeit (Kurzfilm)
- 2006: Liebe auf Bewährung
- 2006: Gebert 04
- 2007: Wettenbach
- 2007: SOKO Leipzig
- 2008: Zwei Ärzte sind einer zuviel
- 2009: Notruf Hafenkante (Folge Pleitegeier)
- 2009: Der Staatsanwalt
- 2010: Wunschkinder
- 2010: Stubbe – Von Fall zu Fall
- 2010: Wer rettet Dina Foxx?
- 2010: Da kommt Kalle
- 2010: Dahoam is Dahoam
- 2011: Ein starkes Team – Gnadenlos
- 2011: Über das Meer in die Freiheit
- 2011: Ulli Maaßlos und sein Kampf mit dem Amt
- 2009/2012: Anna und die Liebe (Telenovela; Folge 859–924)
- 2012: Der Kriminalist – Blaues Blut
- 2013–2015: Kripo Holstein – Mord und Meer
- 2016: In aller Freundschaft
- 2017: Unter anderen Umständen – Liebesrausch
- 2017: SOKO Stuttgart (Folge: Dachschaden)
- 2018: Rote Rosen
- 2020: Morden im Norden (Fernsehserie, Folge Freier Fall)
- 2021: SOKO Potsdam (Folge: Mädchen ohne Namen)

Kino
- 2001: Krass Drauf
- 2001: Undercover
- 2001: Plan B
- 2002: Agathas Muscheln
- 2002: Russenbraut
- 2003: Pinguine
- 2006: Urban Shortstories
- 2007: Westfalia (AT)
- 2008: Amor o Muerte
- 2009: Prora Beach
- 2009: TAU
- 2013: Lost Place

## Theater (Auswahl)
- 1998: Brel – Die letzte Vorstellung
- 1999: Björns Rache
- 2000: Die Räuber
- 2005: Dreigroschenoper
- 2005: Seelensprung